# Diapheromeridae
Diapheromeridae vormen een familie in de orde van de wandelende takken. De wetenschappelijke naam van deze familie is voor het eerst voorgesteld door William Forsell Kirby in een publicatie uit 1904. Deze insecten hebben de kunst van de camouflage tot op grote hoogte gedreven en lijken sterk op al dan niet dorre takken, zodat ze voor hun natuurlijke vijanden moeilijk te ontdekken zijn.

## Onderverdeling in geslachten

### Onderfamilie DiapheromerinaeKirby, 1904

#### Tribus DiapheromeriniKirby, 1904
- Arumatia Ghirotto, 2022
- Bacteria Berthold, 1827
- Bactricia Kirby, 1896
- Caribbiopheromera Zompro, 2001
- Charmides Stål, 1875
- Clonistria Stål, 1875
- Diapheromera Gray, 1835
- Jamanistria Bellanger, Jourdan, Lelong & Penet, 2023
- Laciniobethra Conle, Hennemann & Gutiérrez, 2011
- Libethroidea Hebard, 1919
- Manomera Rehn & Hebard, 1907
- Megaphasma Caudell, 1903
- Nanolibethra Conle, Hennemann & Gutiérrez, 2011
- Nooxapty López-Mora, 2023
- Oncotophasma Rehn, 1904
- Paracalynda Zompro, 2001
- Paraclonistria Langlois & Lelong, 1998
- Phanoclocrania Hennemann & Conle, 2024
- Phantasca Redtenbacher, 1906
- Pseudobactricia Brock, 1999
- Pseudoclonistria Langlois & Lelong, 2010
- Pseudosermyle Caudell, 1903
- Ramandeun Murcia & Cadena-Castañeda, 2023
- Sermyle Stål, 1875
- Spinopeplus Zompro, 2001

#### Tribus OreophoetiniZompro, 2001
- Dubiophasma Zompro, 2001
- Dyme Stål, 1875
- Exocnophila Zompro, 2001
- Libethra Stål, 1875
- Litosermyle Hebard, 1919
- Lobolibethra Hennemann & Conle, 2007
- Ocnophila Brunner von Wattenwyl, 1907
- Ocnophiloidea Zompro, 2001
- Oreophoetes Rehn, 1904
- Oreophoetophasma Zompro, 2002
- Parocnophila Zompro, 1998

#### Tribus onbekend
- Alienobostra Zompro, 2001
- Andeocalynda Hennemann & Conle, 2020[1]
- Aplopocranidium Zompro, 2004
- Bostriana Hennemann, Conle & Valero, 2021
- Calynda Stål, 1875
- Cladomorphus Gray, 1835
- Cranidium Westwood, 1843
- Globocalynda Zompro, 2001
- Globocrania Hennemann & Conle, 2024
- Hirtuleiodes Hennemann & Conle, 2024
- Hirtuleius Stål, 1875
- Jeremia Redtenbacher, 1908
- Jeremiodes Hennemann & Conle, 2007
- Laciphorus Redtenbacher, 1908
- Lanceobostra Hennemann & Conle, 2024
- Ocreatophasma Hennemann & Conle, 2024
- Otocrania Redtenbacher, 1908
- Otocraniella Zompro, 2004
- Parotocrania Hennemann & Conle, 2024
- Phanocles Stål, 1875
- Phanocloidea Zompro, 2001
- Spinocloidea Hennemann & Conle, 2024
- Trychopeplus Shelford, 1909
- Xylodus Saussure, 1859

### Onderfamilie PalophinaeKirby, 1896

#### Tribus PalophiniKirby, 1896
- Bactrododema Stål, 1858
- Dematobactron Karny, 1923